# Exalloniscus brincki
Exalloniscus brincki is een pissebed uit de familie Oniscidae. De wetenschappelijke naam van de soort is voor het eerst geldig gepubliceerd in 1986 door Manicastri & Argano.